# Zonulin
A zonulin (haptoglobin 2 prekurzor) egy olyan fehérje, amely növeli az emésztőrendszer falának sejtjei közötti szoros kapcsolatok permeabilitását. 2000-ben Alessio Fasano és csapata fedezte fel a Marylandi Egyetem Orvostudományi Karán. A zonulin a kolera patogén Vibrio cholerae által kiválasztott zonula occludens toxin emlős analógjaként szerepet játszik a cöliákia és az 1-es típusú diabetes mellitus patogenezisében. A 2-es típusú cukorbetegeknél megnövekedett zonulinszint volt kimutatható.
A gliadin (a gluténben jelen lévő glikoprotein) az autoimmunitás genetikai kifejeződésétől függetlenül aktiválja a zonulin jelátvitelt, ami a makromolekulák megnövekedett bélpermeabilitásához vezet.
A Zonula occludens toxint a gyógyszerek és vakcinák felszívódását javító adjuvánsként tanulmányozzák. 2014-ben egy zonulin receptor antagonista, a larazotide-acetát (korábbi nevén AT-1001) befejezett egy 2b fázisú klinikai vizsgálatot.